# 艮御崎神社 (倉敷市)

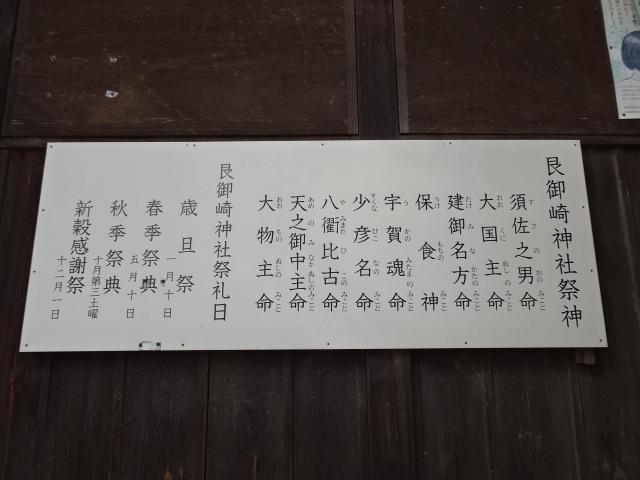
祭神と祭礼日

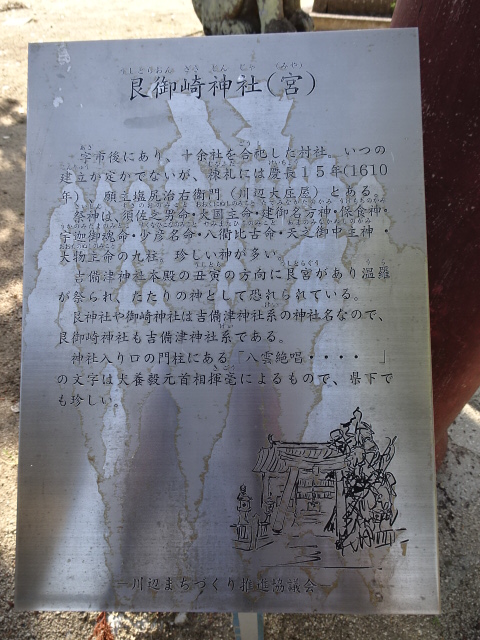
艮御崎神社の説明板

艮御崎神社（うしとらおんざきじんじゃ）は、岡山県倉敷市真備町川辺にある神社。通称は「氏神様」。旧社格は村社。
吉備津神社本殿の四隅に祀られている御崎宮のうち、「艮」（うしとら、丑と寅の間=北東）に祀られている艮御崎宮を勧請したものである。
岡田藩主伊東氏は、藩邸を岡田に移す前に川辺に藩邸を置いていたことから当社を特に崇敬し、毎年参拝して幣帛料をたびたび寄進している。また、最後の藩主となった伊東長としは、1871年（明治4年）5月、鳥毛の槍二筋、普通の槍三筋を奉納している。
参道入り口の右の標柱の「八雲絶唱大雅千古」、左の標柱の「一劍掃妖英武萬年」の文字は、1923年（大正12年）犬養毅の書である。

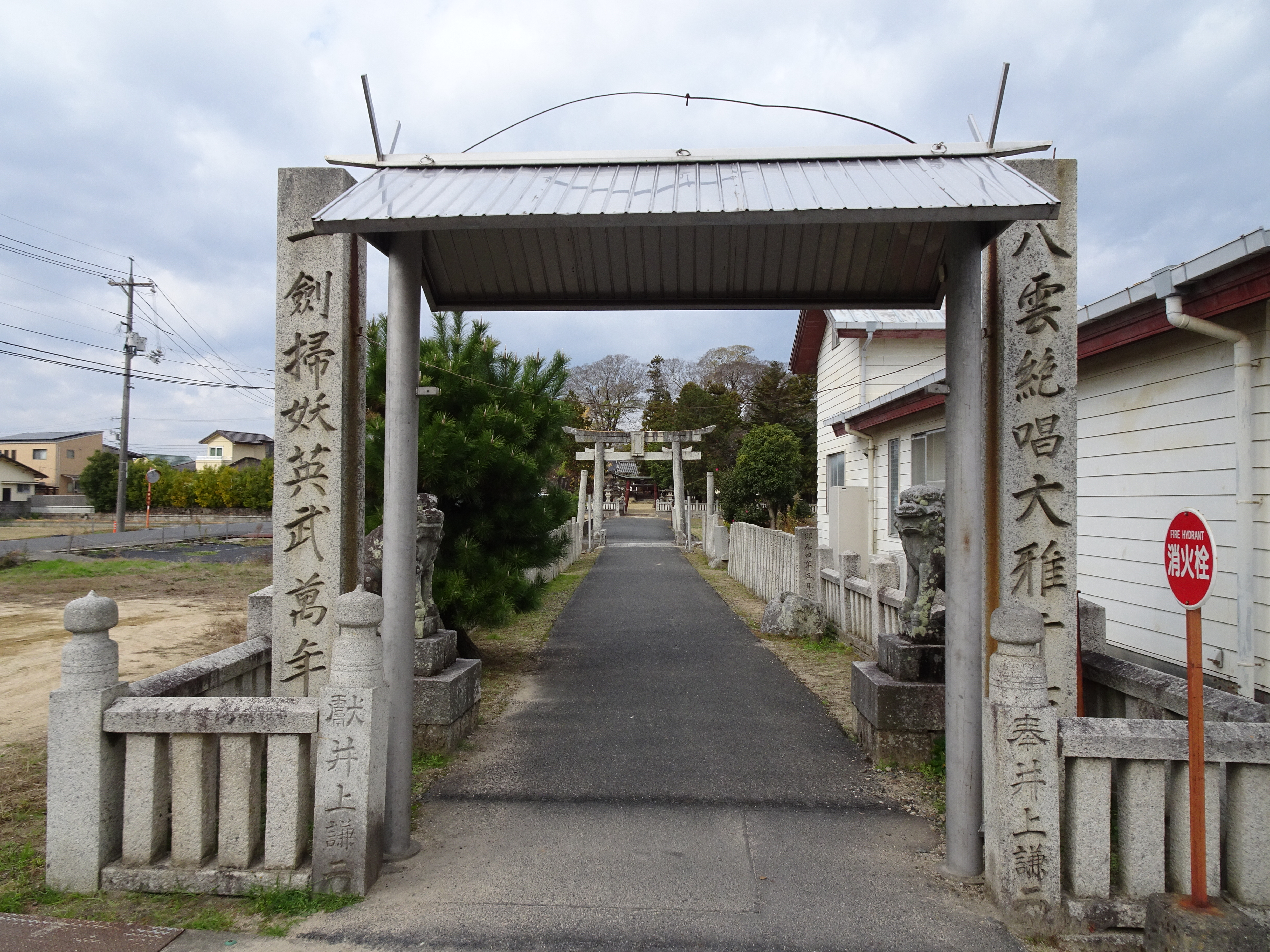
艮御崎神社の参道入口 標柱の文字は犬養毅の揮毫によるもの。
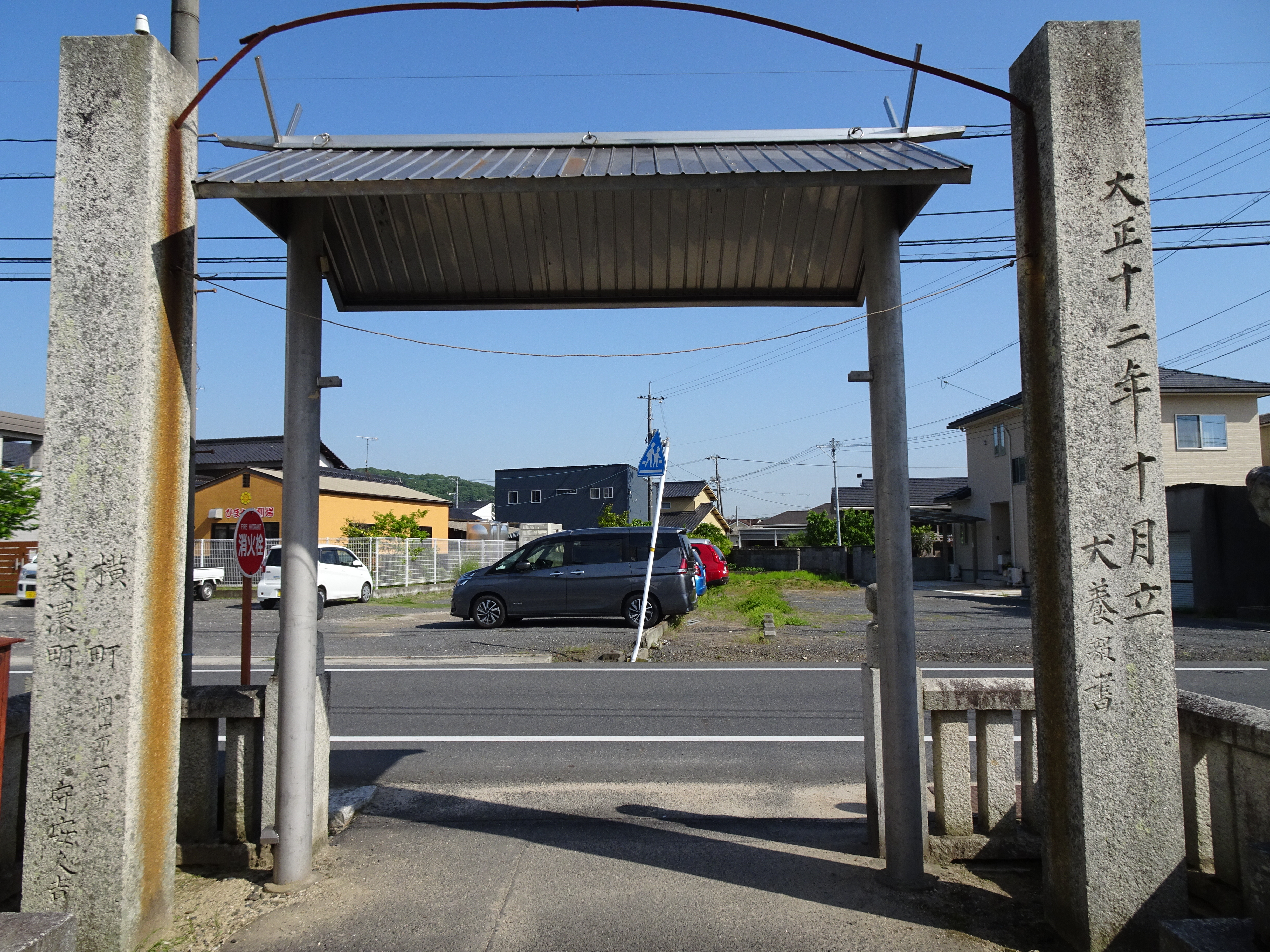
参道側から見た標柱 右の柱に「大正十二年十月立 犬養毅書」と記されている。

## 祭神
祭神は、須佐之男命、大国主命、建御名方命、保食神、宇賀魂命、少名彦命、八衢比古命、天之御中主命、大物主命。数社を合祀しているため祭神の数が多い。
天之御中主命は、『古事記』に最初に登場する神であるが、抽象神のため祀っている神社はめったにない。
建御名方命は、官幣大社諏訪大社に祀られているが、諏訪神社を除いて祀っている例はあまりない。大国主命の子ということになっていて、国譲りの談判のときに反対して、後に長野県の諏訪まで逃げたという。
最後の大物主命は大国主命の別名である。

## 歴史
勧請年月日等、由緒は定かではないが、棟札に後陽成天皇、慶長15年（1610年）3月、願主塩尻治右衛門と記されている。その後、延宝4年（1676年）8月、宝永6年（1709年）、明和9年（1772年）8月および11月の棟札がある。
現在の建物は、1858年（安政4年）に再建されたものである。
1913年（大正2年）3月1日、摂社稲生神社ほか数社を合祀した。

## 境内
拝殿と社務所がつながった社殿と、玉垣の上に石垣で囲まれた本殿が建っている。
ほかに大森宮、地神、疫神社、恵比須宮、荒神社の5つの境内社がある。
数社を合祀しているため、境内には鳥居が多い。
これらのほかに忠魂碑がある。揮毫は陸軍大将一戸兵衛によるもの。

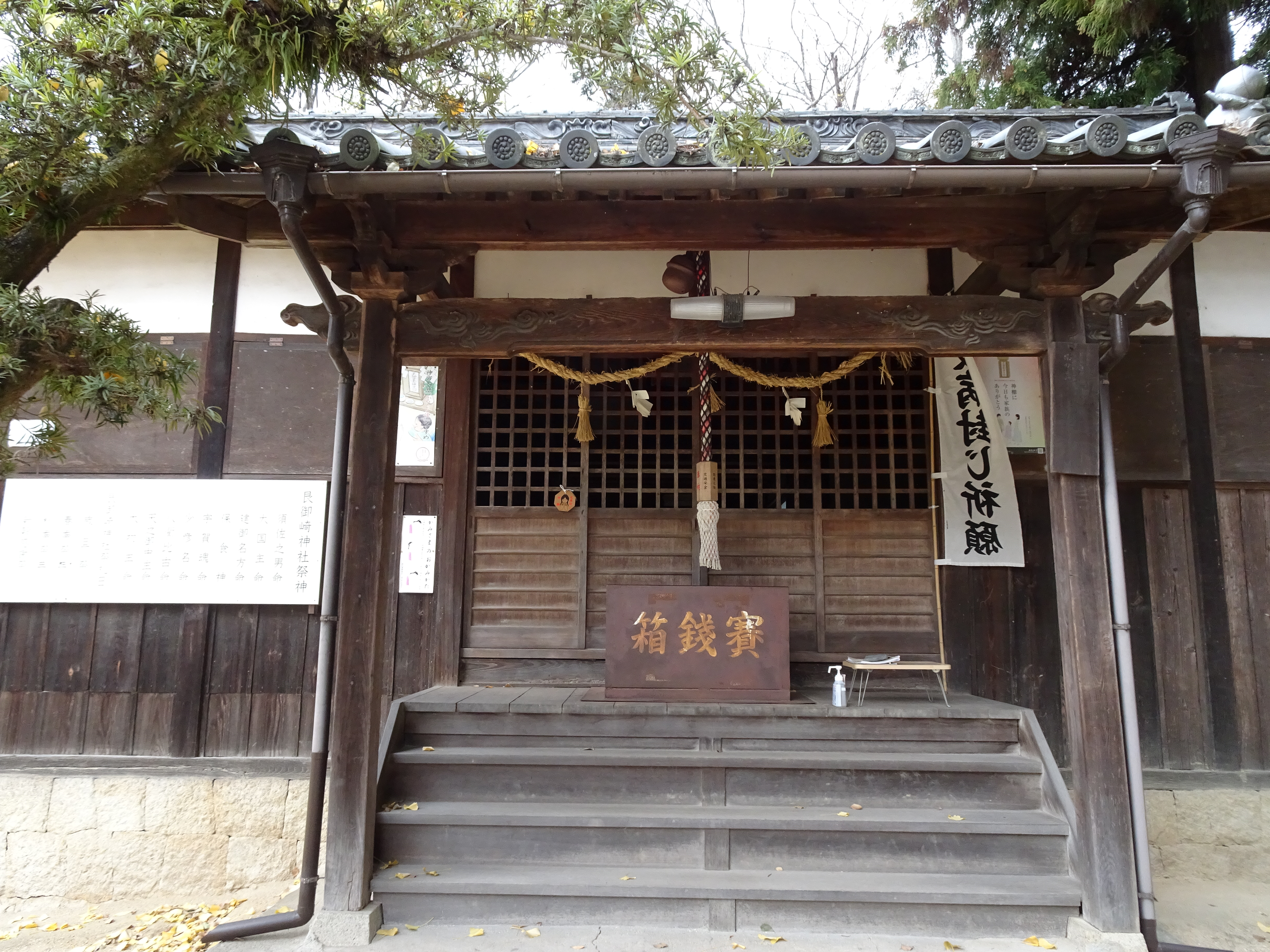
拝殿
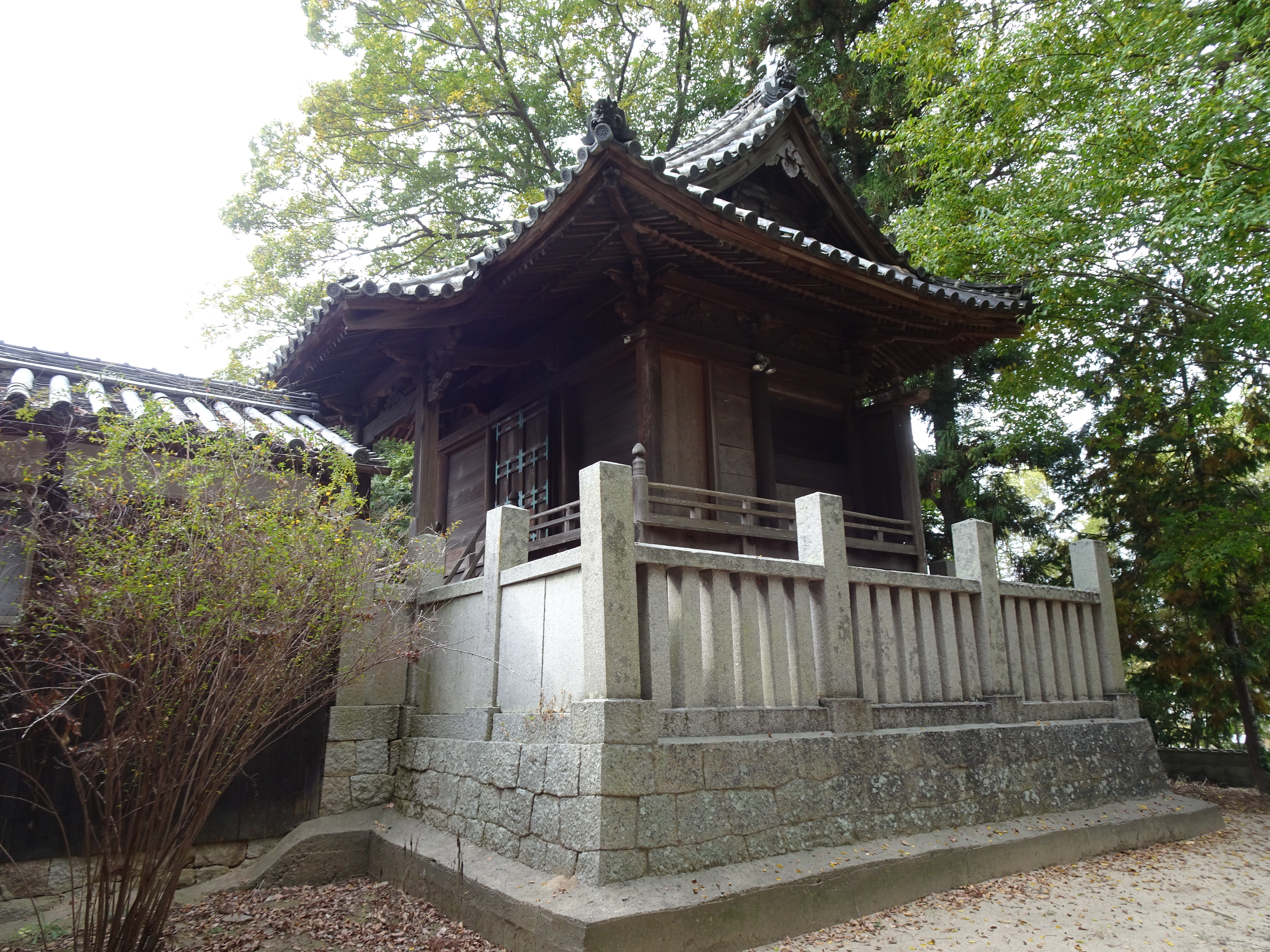
本殿
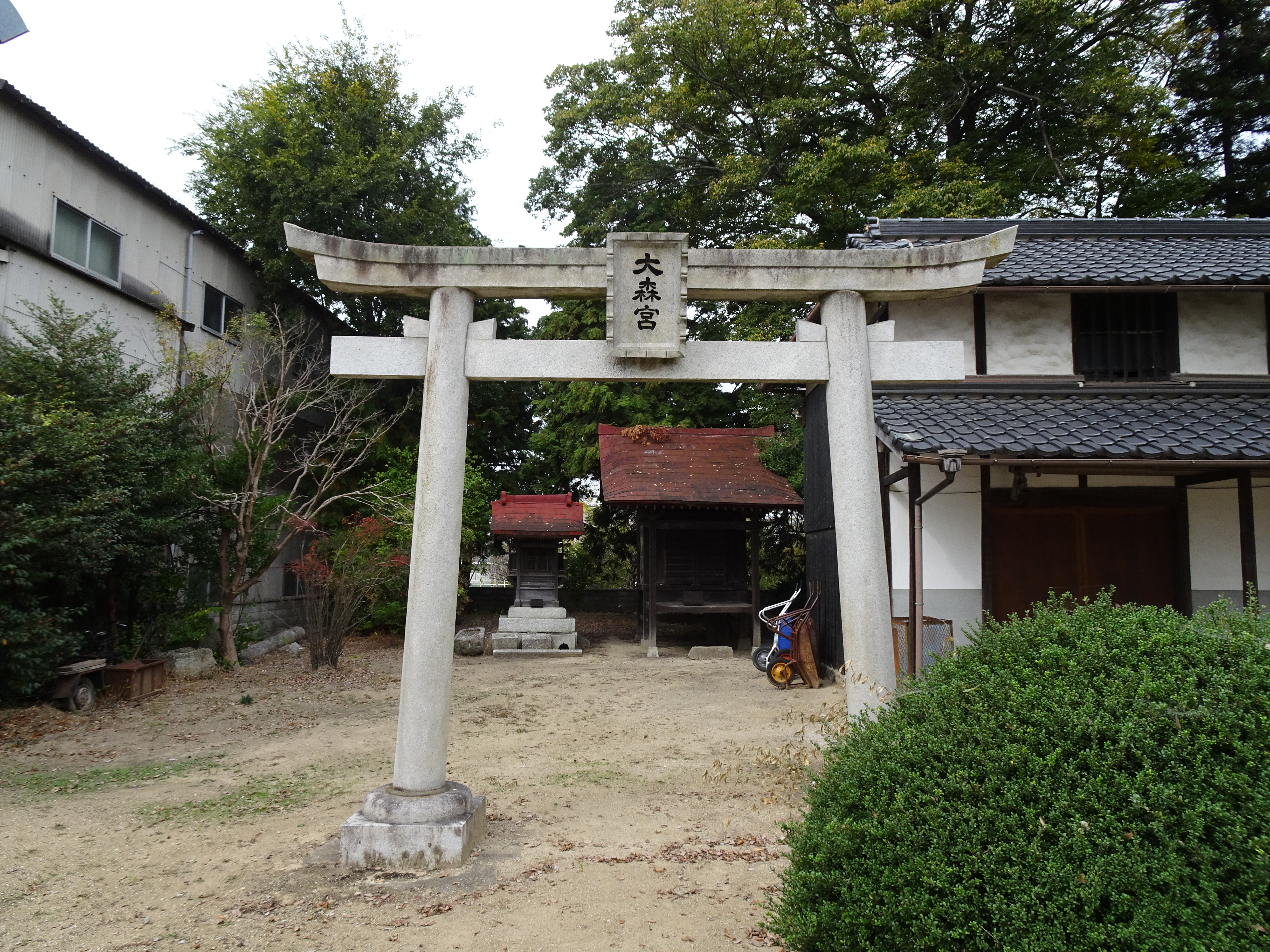
大森宮

## 「艮」と「御崎」
艮神社や御崎神社は吉備津神社系といわれ、古代吉備国（岡山県、広島県東部）内の各地に存在する。
「艮」とは、十二支による方位の丑と寅の中間にあたる北東の方角で、陰陽道などで神霊・鬼の訪れる方位とされることから、特に鬼門の意が込められることがある。
「御崎」は、「ミサキ」「オンザキ」「ゴンゼン」などと呼ばれているが、実は「御前」（ミサキ）のことである。特定の鳥やけものが使いとして告げ、ミサキがいるなどといって生き物扱いする信仰を「ミサキ思想」といい、岡山県は特にこの思想が強い。
この信仰は、具体的で人間の身近にあり、激しく祟りやすく恐ろしいもの、その威力をもって外部の怨霊を退けて守護神となるもので、吉備津神社は早くからその威力が伝わっている。吉備津神社本殿の北東に祀られている艮御崎宮の祭神は、鬼神「温羅」といわれている。
温羅は、吉備津彦命に首をはねられて、その首が吉備津神社の御釜殿の竃の下に埋められたとされており、その霊は「丑寅みさき」と呼ばれて祀られている。後白河法皇により平安時代末期の治承年間（1180年頃）に編纂された歌謡集『梁塵秘抄』に、「一品聖霊吉備津宮…艮みさきは恐ろしや」と詠まれており、その名は平安京にまで知れ渡っていた。
艮御崎神社は、温羅を祭神として祀っている吉備津神社の艮御崎宮を勧請したものである。

## 主な祭事
祭礼日は以下のとおりである。
- 歳旦祭 - 1月10日
- 春季祭典 - 5月10日
- 秋季祭典 - 10月第3土曜日
- 新穀感謝祭 - 12月1日

## 交通アクセス
- 井原鉄道「川辺宿駅」より徒歩約14分[4]。
- JR西日本伯備線「清音駅」より徒歩約18分[4]。

## 横溝正史作品と艮御崎神社
艮御崎神社は、第二次世界大戦末期から3年余り吉備郡岡田村に疎開していた横溝正史が執筆した『車井戸はなぜ軋る』に描かれている、「かたしろ絵馬」が納められた絵馬堂がある「御崎様」のモデルの神社とみなされている。ただし、艮御崎神社の通称「氏神様」は、作品中の記載「御崎様」には合致しない。
一方、元真備町教育委員長で、横溝の疎開時、近隣に住んでいた中山薫は、『横溝正史研究 3』に旧岡田村の鎮守である東薗神社を「御崎様ともいう」と記述しており、こちらは作品中の記載「御崎様」に合致している。ただし、『車井戸はなぜ軋る』の舞台である「K郡K村」のイニシャルは、艮御崎神社の旧住所「吉備郡川辺村」に合致するが、東薗神社の旧住所「吉備郡岡田村」には合致しない。
また、『本陣殺人事件』で金田一耕助が磯川警部と「川―村」（=川辺村）の木内医院に入院している白木静子の聞き込みを終えて川辺の町を通り過ぎ、旧山陽道から「岡―村」（=岡田村）へ通ずる「一直線道路」（岡田新道）に差しかかった曲がり角で、「久―村（=久代村）へ行くのはこの道を行けばいいんですか」と尋ねた角の煙草屋は、艮御崎神社の標柱の西側が該当する。

## 周辺の史跡

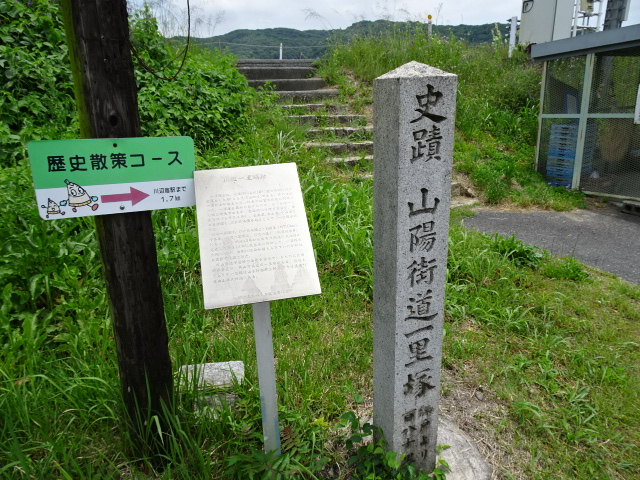
山陽街道川辺一里塚跡の石碑
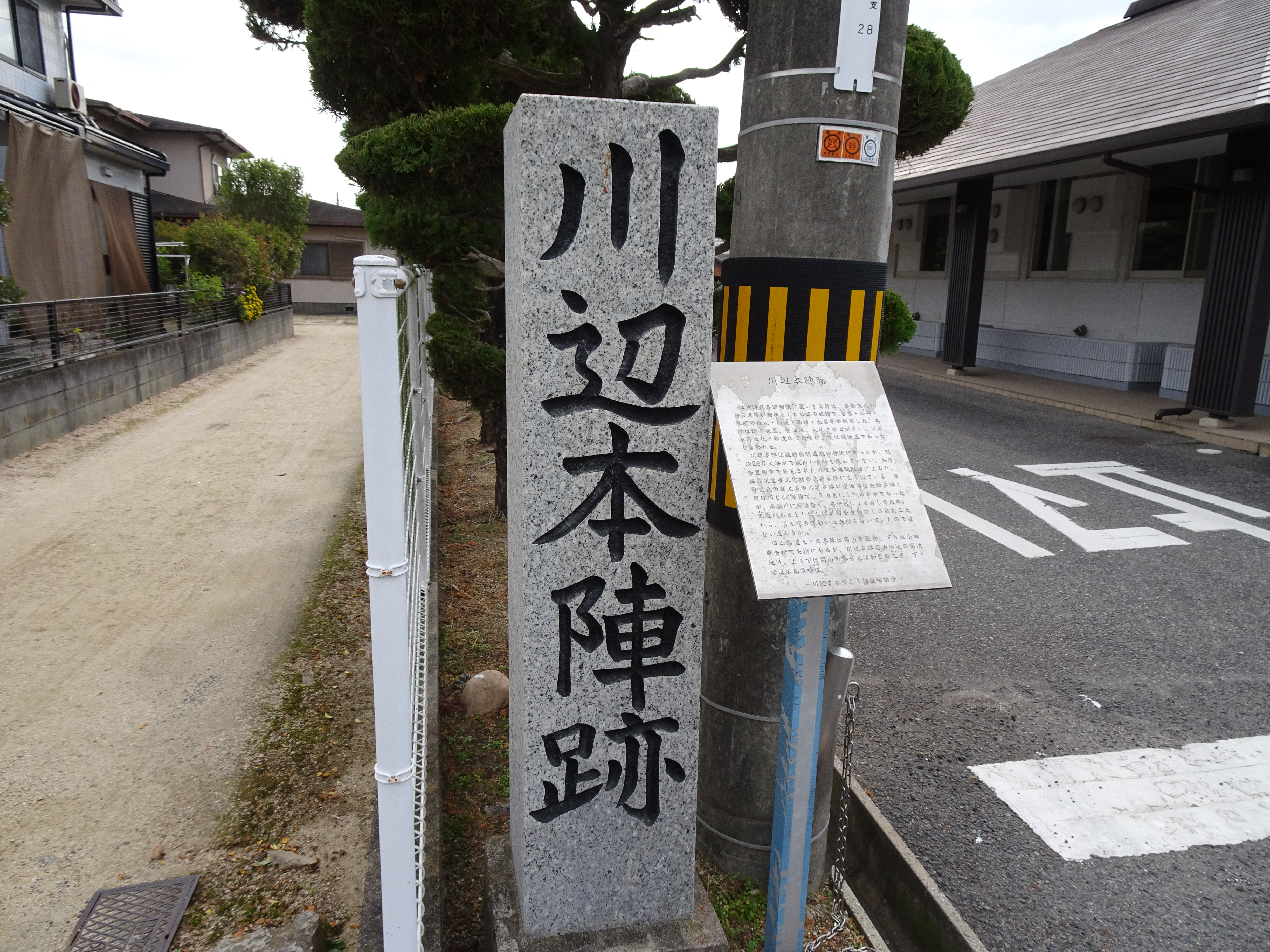
川辺本陣跡の石碑 1893年（明治26年）の大洪水で流出した旨、説明板に記されている。
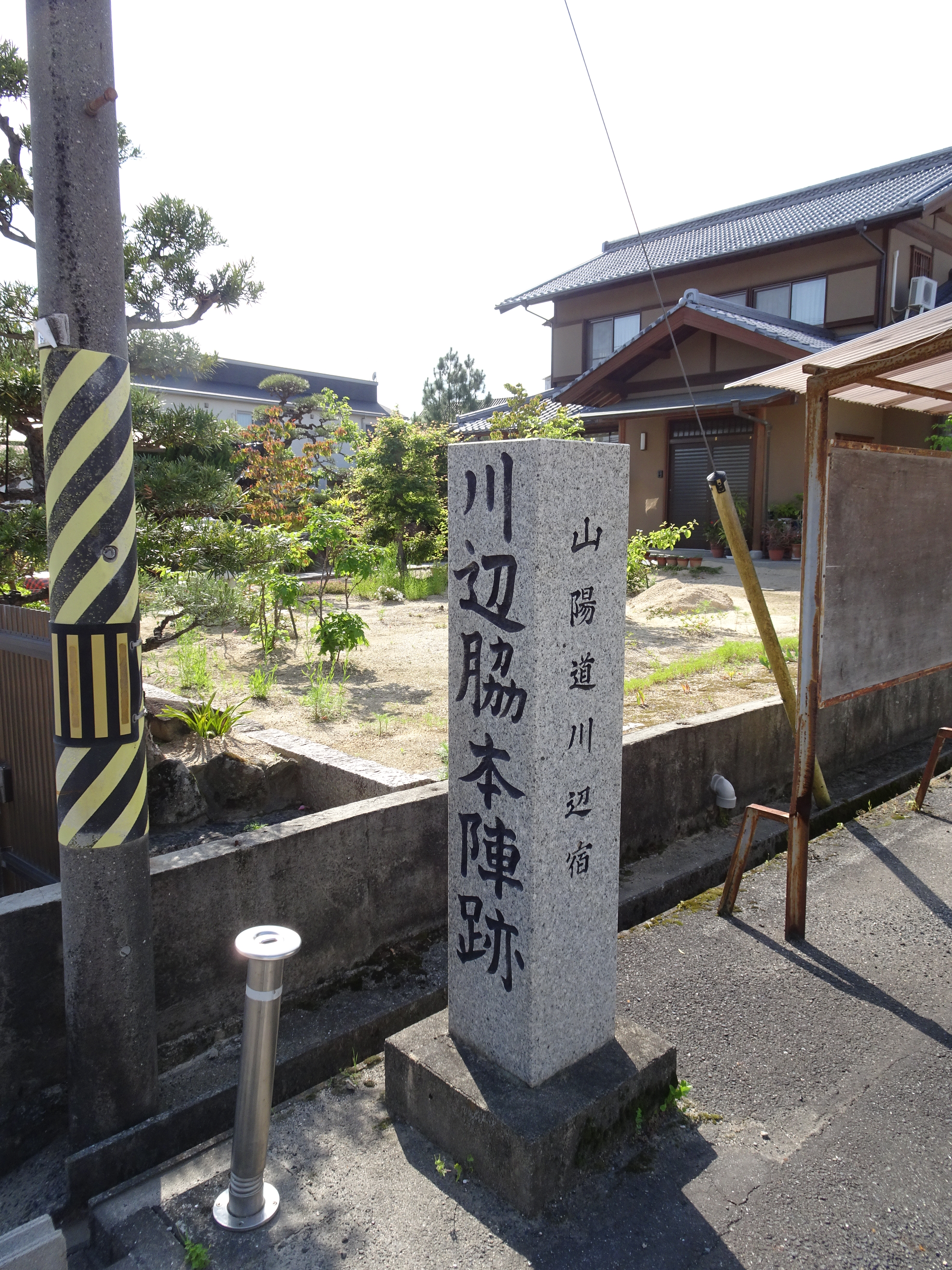
川辺脇本陣跡の石碑

以下の史跡は、いずれも艮御崎神社の門柱が面している山陽街道（旧山陽道）沿いに設置されている。
- 川辺一里塚跡

川辺一里塚は川辺の渡し（高梁川右岸）にあったが、1907年（明治40年）から始めた高梁川大改修が完成した1925年（大正14年）に現在地に移転した。
- 川辺本陣跡

川辺本陣は難波氏邸宅である。1978年に発見された「川辺本陣図」から、川辺本陣が豪壮な邸宅であったことが確認できる。
川辺本陣一帯は1893年、明治26年の洪水により大被害を受け、本陣そのものが流失してしまい、難波氏の資料も残っていない。
- 川辺脇本陣跡

川辺脇本陣は日枝氏邸宅である。
脇本陣の建物は明治26年の洪水の際にも流失を免れ、明治時代は村役場として利用されたが、その後廃家となり、1988年（昭和63年）ごろ解体された。現在は消防器庫となっている。
- 山陽街道川辺一里塚跡の石碑
- 川辺本陣跡の石碑
1893年（明治26年）の大洪水で流出した旨、説明板に記されている。
- 川辺脇本陣跡の石碑